# Jan Jacobs May van Schellinkhout
Jan Jacobs May van Schellinkhout war ein niederländischer Walfangkapitän im 17. Jahrhundert. Er wurde dadurch bekannt, dass die Insel Jan Mayen in der Grönlandsee nach ihm benannt worden ist, die er im Juli 1614 als einer der ersten westlichen Seefahrer entdeckt hatte.

## Familie
May (auch Mey oder Meij geschrieben) wurde in dem kleinen Dorf Schellinkhout östlich von Hoorn in der Provinz Noord-Holland geboren. Er war der Bruder von Cornelius Jacobsz May, der 1624 der erste Gouverneur von Nieuw Nederland in Nordamerika wurde. Beide Brüder waren Neffen des damals bekannteren Seefahrers Jan Cornelisz May, der durch seine Expeditionen zur Entdeckung der Nordost-Passage bekannt geworden ist.

## Entdeckung der Insel Jan Mayen

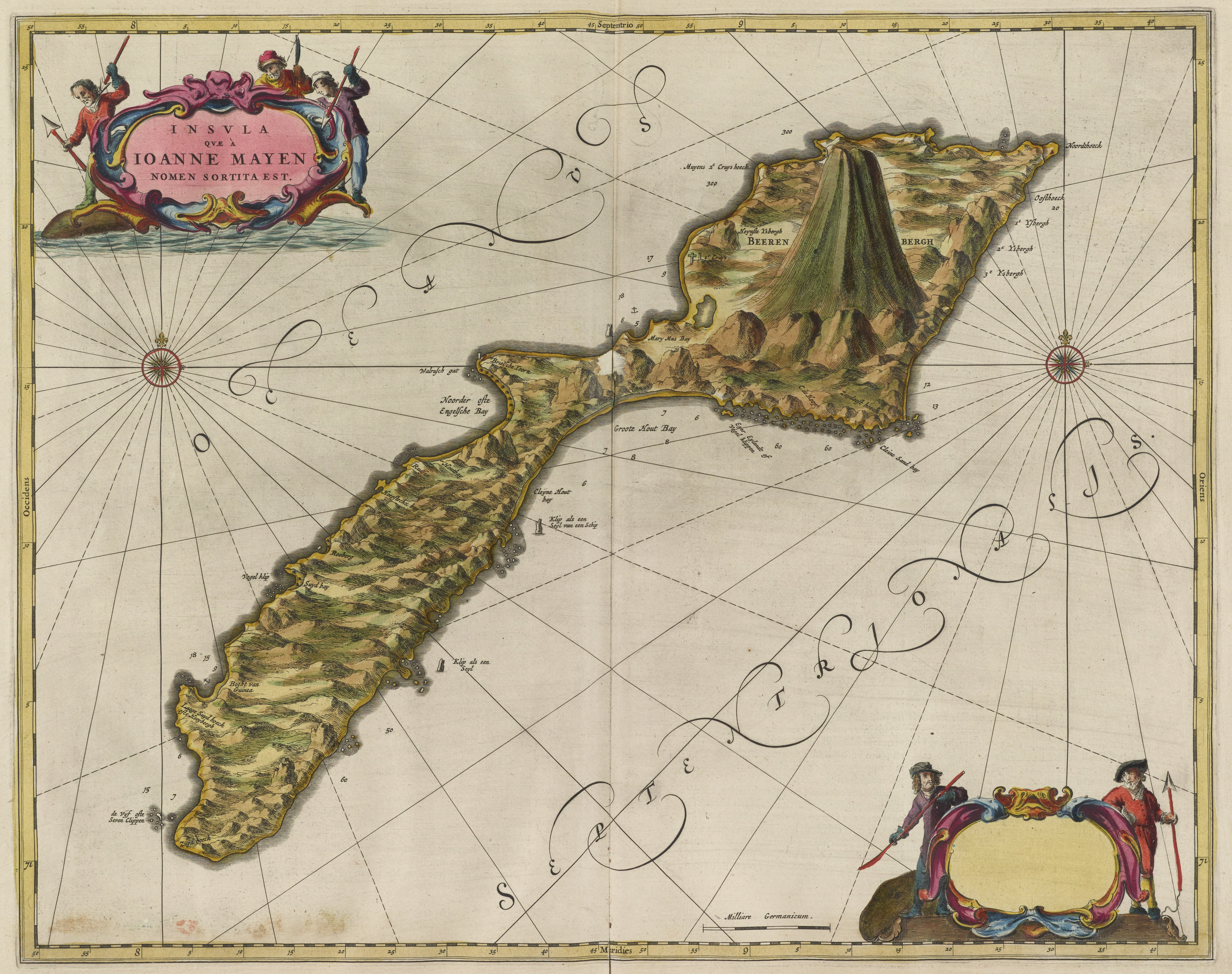
Joan Blaeus Karte von Jan Mayen aus dem 17. Jahrhundert

May war Kapitän des Schiffs Gouden Cath. Dieses Schiff unternahm eine Expeditionsfahrt für die Amsterdamer Kammer der Nordischen Compagnie und stieß anlässlich dieser Fahrt im Juli 1614 auf eine unbekannte Insel. Der hoch angesehene Kartograph Joris Carolus war ebenfalls mit an Bord. Er berichtete über die Fahrt und erstellte eine Landkarte. Zwar ist sein Bericht verloren gegangen, aber seine Karte ist erhalten geblieben. Auf dieser Karte benennt er einen Höhenzug „Jan Meys Hoeck“ („Jan Meys Winkel“). 
Im Jahre 1620 übertrug der bedeutende Kartograf und Globenmacher Willem Blaeu diesen Namen auf die gesamte Insel. Fortan wurde die Insel Jan Mayen genannt. May hatte die Insel allerdings nicht als erster entdeckt. Vielmehr gibt es Hinweise, dass wenigstens zwei weitere Seefahrer die Insel schon eine oder zwei Wochen vorher erreicht hatten. Diese waren der niederländische Kapitän Jan Janszoon Kerckhoof, der ebenfalls für die Nordische Compagnie fuhr, jedoch privat durch die Stadt Delft finanziert wurde, und der englische Walfangkapitän John Clarke, der für eine Compagnie aus Dünkirchen fuhr. May wusste, dass Kerckhoff die Insel bereits angelaufen hatte und dachte, dass er seine Entdeckung auch an die niederländischen Generalstaaten melden werde. Die Delfter Konkurrenz wollte indessen offenbar den Ort geheim halten, um daraus einen Vorteil zu ziehen. 
Im Jahre 1617 wurde dieser Interessenkonflikt schließlich beigelegt und 35 Jahre lang konnte das niederländische Unternehmen von hier aus Walfang betreiben.

## Weitere Informationen
- May unternahm auch Fahrten zusammen mit Willem Cornelisz van Muyden.
- Nach seiner Fahrt 1614 wurde May 1622 und 1623 zum Kapitän von Kriegsschiffen im Dienste der „Admiraliteit van het Noorderkwartier“ berufen.[2]
- In Mays Geburtsort Schellinkhout wurde eine Straße nach ihm benannt.[3]